# Martes americana actuosa
Martes americana actuosa es una subespecie de  mamíferos carnívoros  de la familia Mustelidae,  subfamilia Mustelinae.

## Distribución geográfica
Se encuentran en Norteamérica: Alaska, el Yukon, la Columbia Británica y Alberta.